# Столиця світу Германія

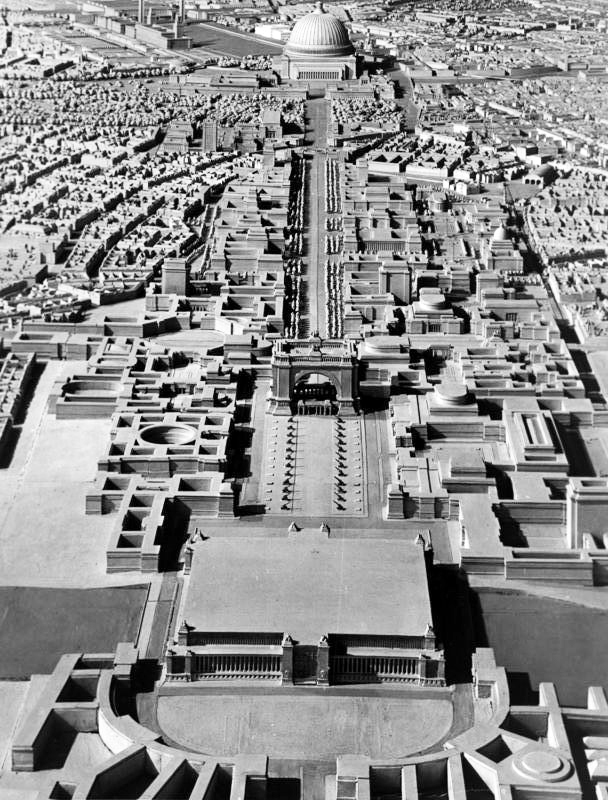
Макет столиці світу Германії. 1939 рік

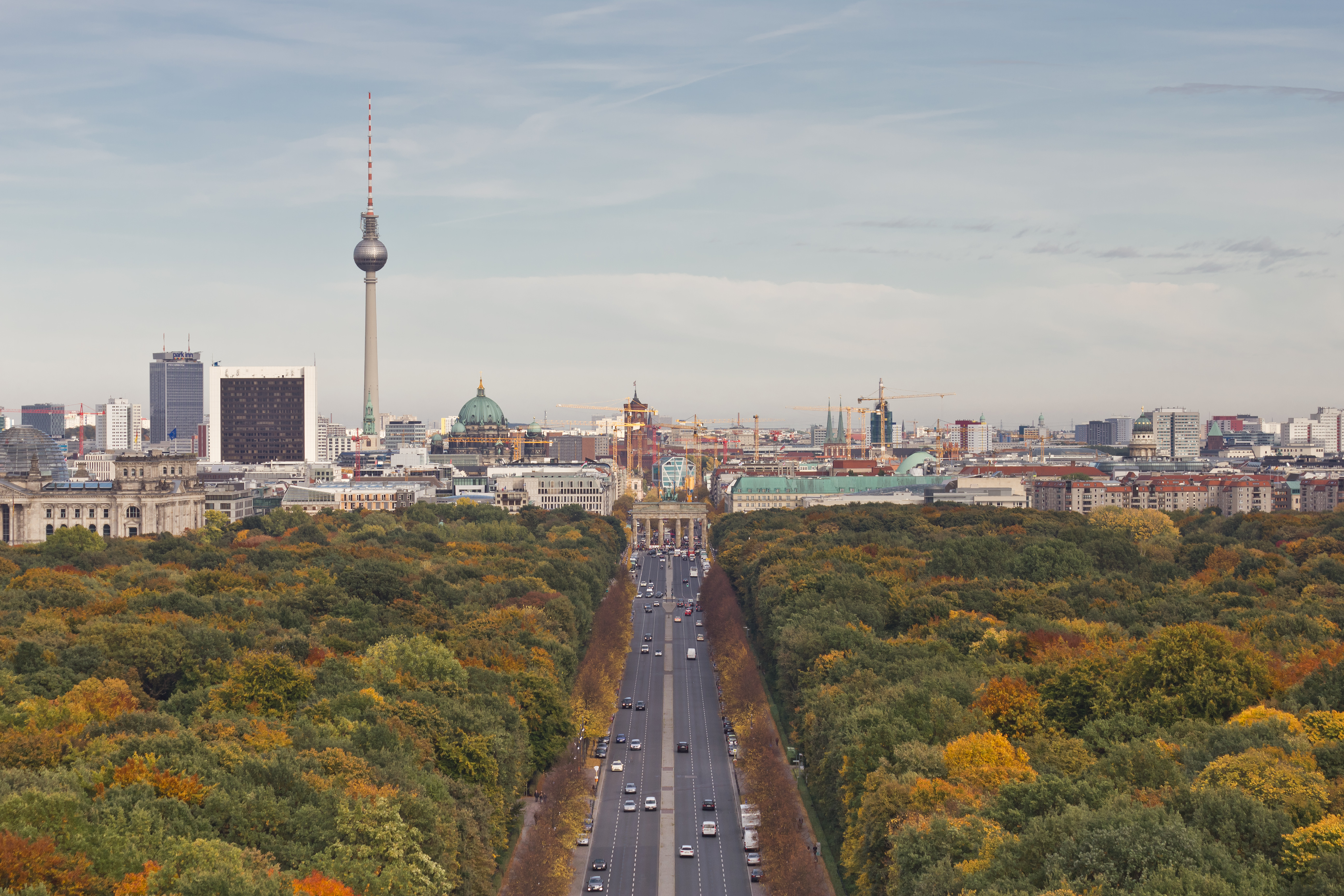
Вулиця 17 червня. Краєвид колони Перемоги у східному напрямку

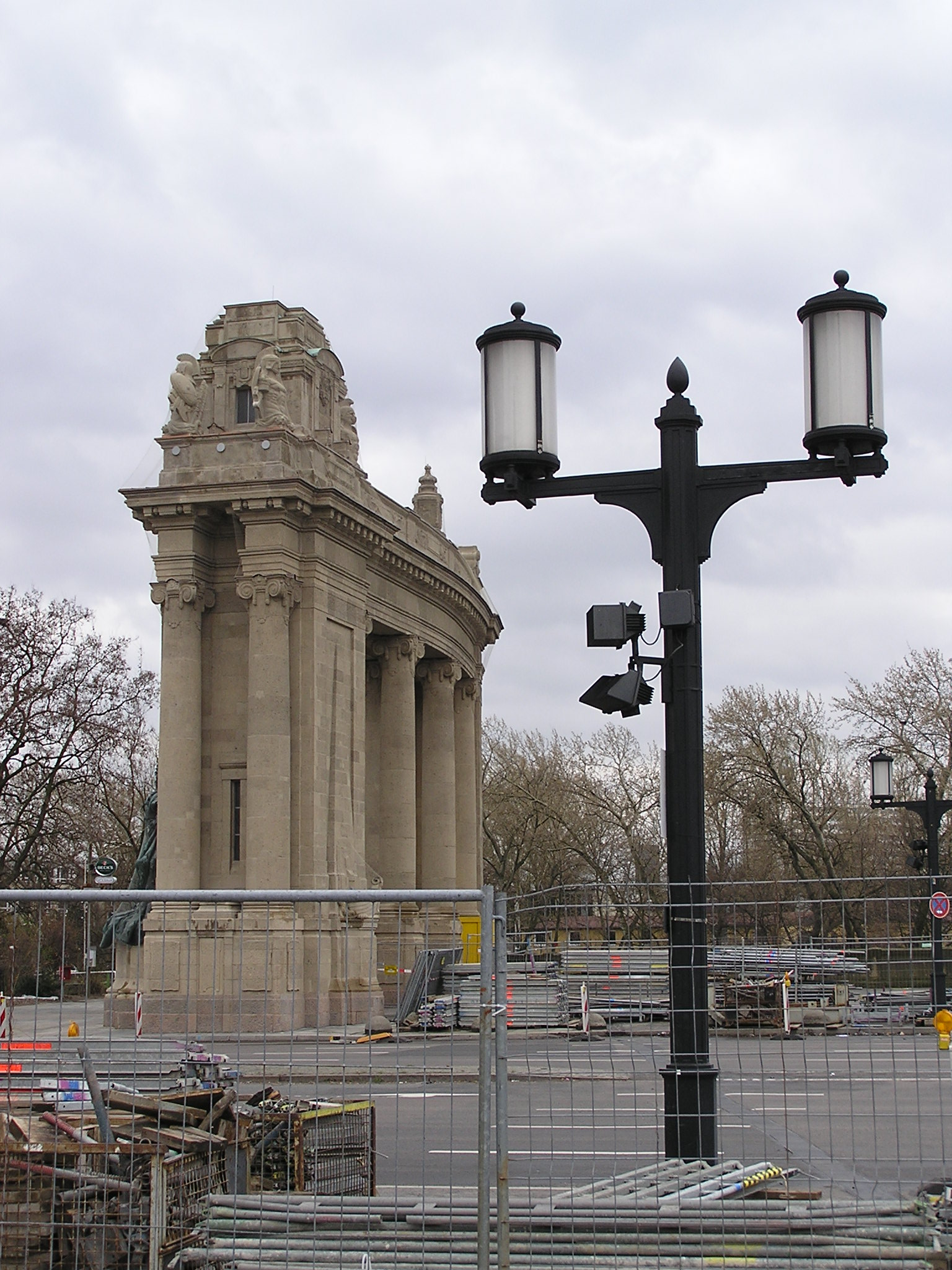
Ліхтарі по проєкту Альберта Шпеєра біля Шарлоттенбурзької брами

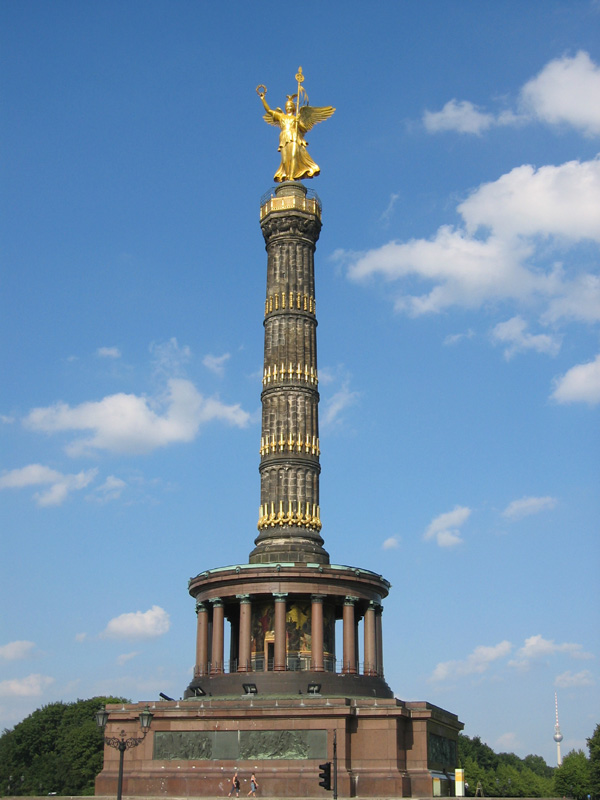
Колони Перемоги на площі Велика Зірка

Столиця світу Германія (нім. Welthauptstadt Germania вимова [ˈvɛltˌhaʊ̯ptʃtat ɡɛʁˈmaːni̯a]) — нова назва для міста Берлін, який до середини XX століття за планами Адольфа Гітлера і його архітектора Альберта Шпеєра мав стати столицею світу. Німецькою мовою «Германія» — латинізоване ім'я жіночого образу держави Німеччина, алегорія німецької нації, а сама країна називається Дойчланд (нім. Deutschland). Щоб відповідати своєму статусу, місто повинно було отримати новий вигляд згідно з прийнятим «Загальним планом забудови імперської столиці».

## Нова назва Берліна
Згідно із записами Генрі Піккер від 8 червня 1942 Гітлера захоплювала ідея перейменувати перебудований Берлін в Германію (лат. Germania), місто стало центром великонімецького всесвітнього рейху.

Як свого часу Бісмарк знову і знову вселяв в голови баварців, пруссаків і так далі німецьку ідею, настільки ж планомірно необхідно направляти германські народи континентальної Європи до німецької ідеї. Він навіть вважав, що добре було б надати цій роботі особливо сильний імпульс, перейменувавши імперську столицю Берлін на Германію. Адже незважаючи на велику територіальну віддаленість від цієї столиці, ім'я «Германія» в імперській столиці в її новому репрезентативному вигляді здатне викликати почуття приналежності у кожного що входить в німецьке расове ядро.
Оригінальний текст (нім.)
[ Wie seinerzeit die Bayern, die Preußen und so weiter von Bismarck immer wieder auf die deutsche Idee hingestoßen worden seien, so müsse man die germanischen Völker Kontinentaleuropas ganz planmäßig auf den germanischen Gedanken hinlenken. Er halte es sogar für gut, dieser Arbeit durch Umbenennung der Reichshauptstadt Berlin in "Germania" einen besonders nachhaltigen Auftrieb zu geben. Denn der Name  Germania  für die Reichshauptstadt in ihrer neuen repräsentativen Form sei geeignet, trotz größter räumlicher Entfernung zwischen jedem Angehörigen des germanischen Rassekerns und dieser Hauptstadt ein Gefühl der Zusammengehörigkeit zu erzeugen. ] Помилка: [undefined] Помилка: {{Lang}}: немає тексту (допомога): текст вже має курсивний шрифт (допомога)
— Andreas Hillgruber:  Henry Picker, Hitlers Tischgespräche im Führerhauptquartier 1941-1942 . München 1968, стор. 182
Вислів «столиця світу» було використано Гітлером ще раніше:

Берлін стане столицею світу, порівнянної лише з стародавніми Єгиптом, Вавилоном або Римом. Що там Лондон, що Париж! (в ніч з 11 на 12 березня 1942 року в Вовчому лігві)
Оригінальний текст (нім.)
Berlin wird als Welthauptstadt nur mit dem alten Ägypten, Babylon oder Rom vergleichbar sein! Was ist London, was ist Paris dagegen!
— Werner Jochmann:  Adolf Hitler. Monologe im Führerhauptquartier 1941-1944 . München 1980, стор.   318

## Передмова і проєкт
У книзі «Майн кампф» Гітлер писав, що у сучасних міст, на відміну від античних, не стало символів і монументів, що вселяють гордість, і що держава своїми спорудами повинна знову посилено впроваджуватися в суспільство. Плановані монументальні споруди були покликані виконувати в націонал-соціалістичній державі репрезентативні функції.
Проєкт перебудови Берліна передбачав перетин двох широких транспортних осей, які перетинали місто і сполучали його центр з кільцевою автомобільною дорогою. У місці перетину осей повинна була знаходитися рейхсканцелярія. Вісь Північ-Південь мала стати розкішним проспектом. Відповідні втрати міських площ передбачалося компенсувати освоєнням нових площ: в лісовому масиві Груневальд планувалося звести інститутське містечко, а на півдні Берліна — абсолютно новий міський район.
Генеральний інспектор з будівництва імперської столиці Альберт Шпеєр отримав від Гітлера великі повноваження, порівнянні з міністерськими, так що навіть міг не зважати на заперечення міської влади. Реалізація проєктів Шпеєра привела б до значних змін в наявній структурі міста: передбачалося знесення житла в розмірі близько 50 тисяч квартир. Ці роботи по знесенню, які могли безпосередньо торкнутися 150 тисяч чоловік, тривали аж до припинення проєкту навесні 1943-го. В рамках цього вимушеного переселення відомство генеральної інспекції з будівництва форсувало виселення з Берліна євреїв, щоб використовувати житло, що звільнилося для своїх цілей: надаючи його вимушеним переселенцям або розміщуючи в ньому будівельників. Деякі квартири були розподілені між привілейованими співробітниками відомства.
Проєкт торкнувся не тільки живих. Південно-західне кладовищі в Штансдорфі зобов'язане збільшенням своїх розмірів проєкту столиці світу Германія. На шляху передбаченого проєктом Осі Північ-Південь в районі Шенеберг лежали цвинтарі св. Матвія (нім. Alter St.-Matthäus-Kirchhof Berlin) і кладовище Дванадцяти апостолів (нім. Alter Zwölf-Apostel-Kirchhof). Всього до 1940-го було перепоховано близько 15 тисяч могил.

## Діячі мистецтва, залучені до реалізації проєкту
Призначення Альберта Шпеєра генеральним інспектором з будівництва імперської столиці зумовило залучення для вирішення цього унікального завдання широкого кола архітекторів, скульпторів, художників і майстрів декоративно-прикладного мистецтва. Незаперечним авторитетом в питаннях скульптури був Арно Брекер, що навчався в Парижі і Римі. Його колишньому професору, вже тоді легендарному архітекторові Вільгельму Крайсу, було також доручено кілька замовлень. Визнані художники нацистського режиму брали участь в офіційних виставках в мюнхенському Будинку німецького мистецтва, їх скульптури були встановлені на берлінському Олімпійському стадіоні: Георг Кольбе, Зепп Хільц, Фріц Клімш, Ріхард Шайбі та інші.

## Вісь Схід-Захід
За проєктом Вісь Схід-Захід завдовжки 50 км пролягала від Вустермарку по Хеерштрассе через площу Адольфа Гітлера (нині площа Теодора Гойса), проспект Кайзердамм, звертала через сучасну площу Ернста Рейтера до Вищої технічної школі Шарлоттенбург (нині Берлінський технічний університет) і далі йшла вздовж Шарлоттенбурзького шосе (нині вулиця 17 червня) через площу Велика Зірка, Бранденбурзькі ворота, Унтер-ден-Лінден, площа Франкфуртер-Тор і вулицю Франкфуртер-Алее.
Від східної частини осі довелося відмовитися за наполяганням Гітлера. На Музейному острові вісь Схід-Захід передбачалося доповнити рядом музейних будівель, на Купферграбен повинні були з'явитися Музей світової війни і Музей расової науки за проєктами Вільгельма Крайса.
Дванадцять кілометрів осі Схід-Захід були готові до дня народження фюрера у 1939. Колона перемоги була перенесена з Кенігсплац (нині площа Республіки) на площу Велика Зірка і збільшилася у висоту на 7,5 метрів. Оскільки освітлення не повинно було перетинати вулицю, Альберт Шпеєр спроєктував спеціальне вуличне освітлення, яке частково збереглося до теперішнього часу.
Газети того часу називали трасу за аналогією з Давнім Римом «Via Triumphalis».

## Вісь Північ-Південь
Справжнім головним проспектом повинна була стати частина 40-кілометрової Осі Північ-Південь від нового Північного вокзалу (нім. Nordbahnhof) на півночі району Моабіт до знову нового Південного вокзалу (нім. Südbahnhof) на місці нинішнього вокзалу Зюдкройц в районі Темпельгоф. Поруч з Північним вокзалом планувалося побудувати водойму розміром 1200 на 400 метрів, в якому б відбивався Великий зал. Як і інші монументальні будови, вокзали відрізнялися небаченими розмірами. Роботами по зведенню Південного вокзалу, проєкт якого був підготовлений будівельної дирекцією імперських залізниць ще у 1937, починаючи з 1940 керував особисто Шпеєр, і до моменту остаточного закриття проєкту перебудови Берліна в березні 1943 року підготовчі роботи під будівництво були практично завершені. В серпні 1941 Шпеєр віддав наказ додати до запланованих 20 паралельним коліям ще дві колії для ширококолійної залізниці Breitspurbahn, другого улюбленого проєкту Гітлера.
На Осі Північ-Південь завширшки 120 метрів проєктом передбачалося зведення біля Південного вокзалу колосальної прикрашеної барельєфами роботи Арно Брекера тріумфальної арки — тетрапілон заввишки 117 м і завширшки 170 м, на якій передбачалося вказати імена всіх німецьких солдатів, загиблих в Першу світову війну (а оскільки націонал-соціалісти не визнавали Версальський договір, до них відносилися і загиблі під час Другої світової війни). За задумом авторів проєкту тріумфальну арку повинна була доповнювати алея Трофейної зброї (нім. Beutewaffenallee). Уздовж Осі Північ-Південь передбачалося розмістити всі найважливіші імперські і партійні відомства, а також центральні контори компаній та установи культури. Будівля правління «Берлінських транспортних підприємств» (нім. Berliner Verkehrsbetriebe) на Потсдамській вулиці (нім. Potsdamer Straße) — одна з небагатьох збережених споруд проєкту Столиці світу Германія. Для визначення вантажопідйомності ґрунту під тріумфальну арку у 1942 у Темпельгофі було спеціально виготовлено бетонний циліндр.

## Великий зал («Зал слави», «Зал народу»)
В закруті річки Шпрее, на північ від Рейхстагу передбачалося звести найголовнішу споруду міста Германія розміром 315 на 315 метрів в основі — Великий зал, що мав стати найбільшою купольною будівлею у світі.

## Оборонно-технічний факультет і інститутське містечко
У 1937 у лісі Груневальд, на північний захід від Олімпійського стадіону, почалося зведення будівлі оборонно-технічного факультету, яке мало стати першим етапом в будівництві інститутського містечка. В рамках проєкту в інститутському містечку з'явився б гігантський лекційний зал  Auditorium Maximum , що нагадує Парфенон. На стадії проєктування знаходилася будівля університетської клініки, що мала постати замість клініки Шаріте, яку планувалося знести.
Залишки зведеної коробки будівлі оборонно-технічного факультету були засипані після війни будівельним сміттям від розбору міських руїн, і з'явилася гора Тойфельсберг (нім. Teufelsberg — Чортова гора) заввишки 114,7 м. По війні вершина гори використовувалася збройними силами США для прослуховування радіообміну в Східному блоці, а потім на Тойфельсберзі посадили тисячі дерев, і гора перетворилася на зону відпочинку.

## Зюдштадт
У продовження осі Північ-Південь планувалося побудувати так званий Зюдштадт (нім. Südstadt — Південне місто), житловий масив на 210 тисяч жителів і кількістю робочих місць на 100 тисяч чоловік.

## Збережені об'єкти

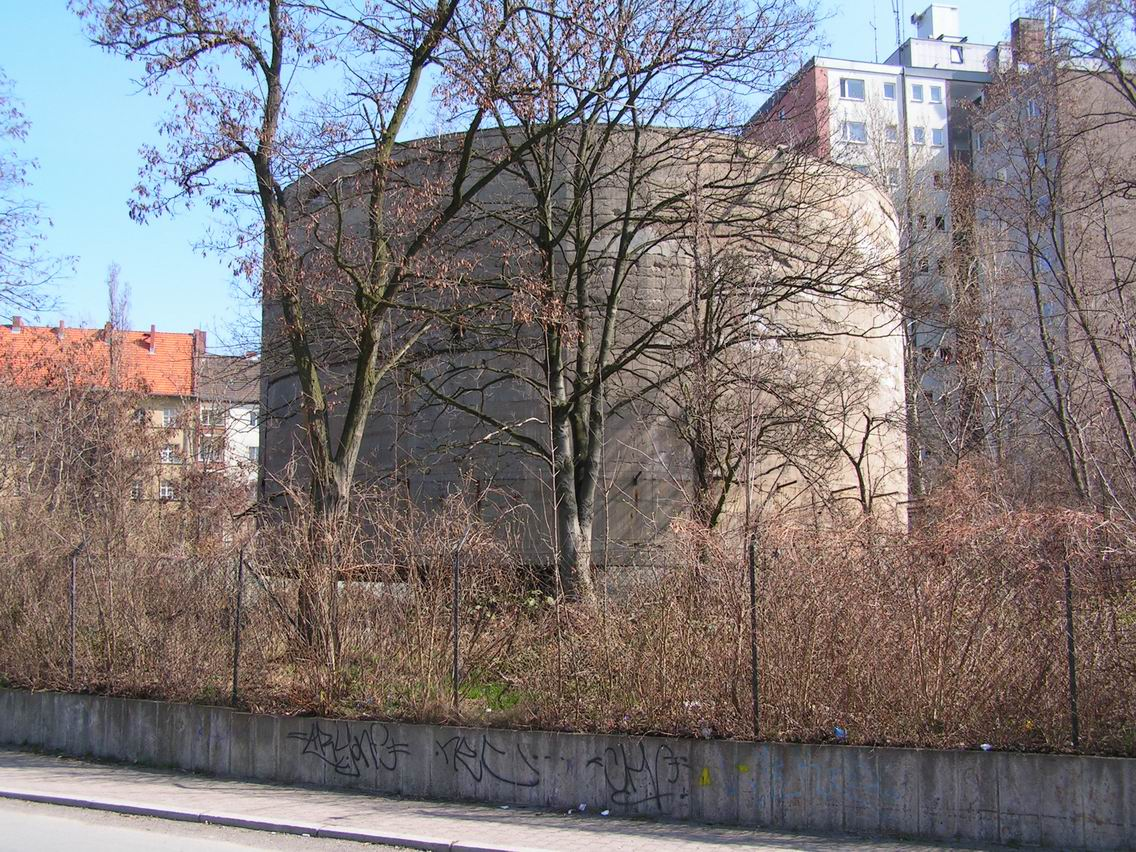
Бетонний циліндр для визначення вантажопідйомності ґрунту в берлінському районі Темпельгоф

Берлінський Олімпійський стадіон і аеропорт Темпельгоф були побудовані до прийняття проєкту про перебудову Берліна в 1937 році. Будівля аеропорту за своєю площею в 284 000 м² стала однією з найбільших споруд світу (після Пентагону в Вашингтоні і Парламентського палацу в Бухаресті). У зв'язку з війною, що забирала все більше ресурсів, більшості об'єктів, передбачених проєктом столиці світу Германія, не судилося просунутися далі етапу проєктування.
У сучасному Берліні зберігся бетонний циліндр для визначення вантажопідйомності піщаних берлінських ґрунтів, яким належало витримати революційні за своїми розмірами будівлі проєкту. Після війни його не вдалося підірвати через його розташування між лінією залізниці та житловим масивом, і він тривалий час використовувався для випробувань Німецьким дослідницьким товариством механіки ґрунту (DEGEBO). З 1995 ця споруда знаходиться під охороною держави як пам'ятка архітектури та проходить в даний час реставрацію.

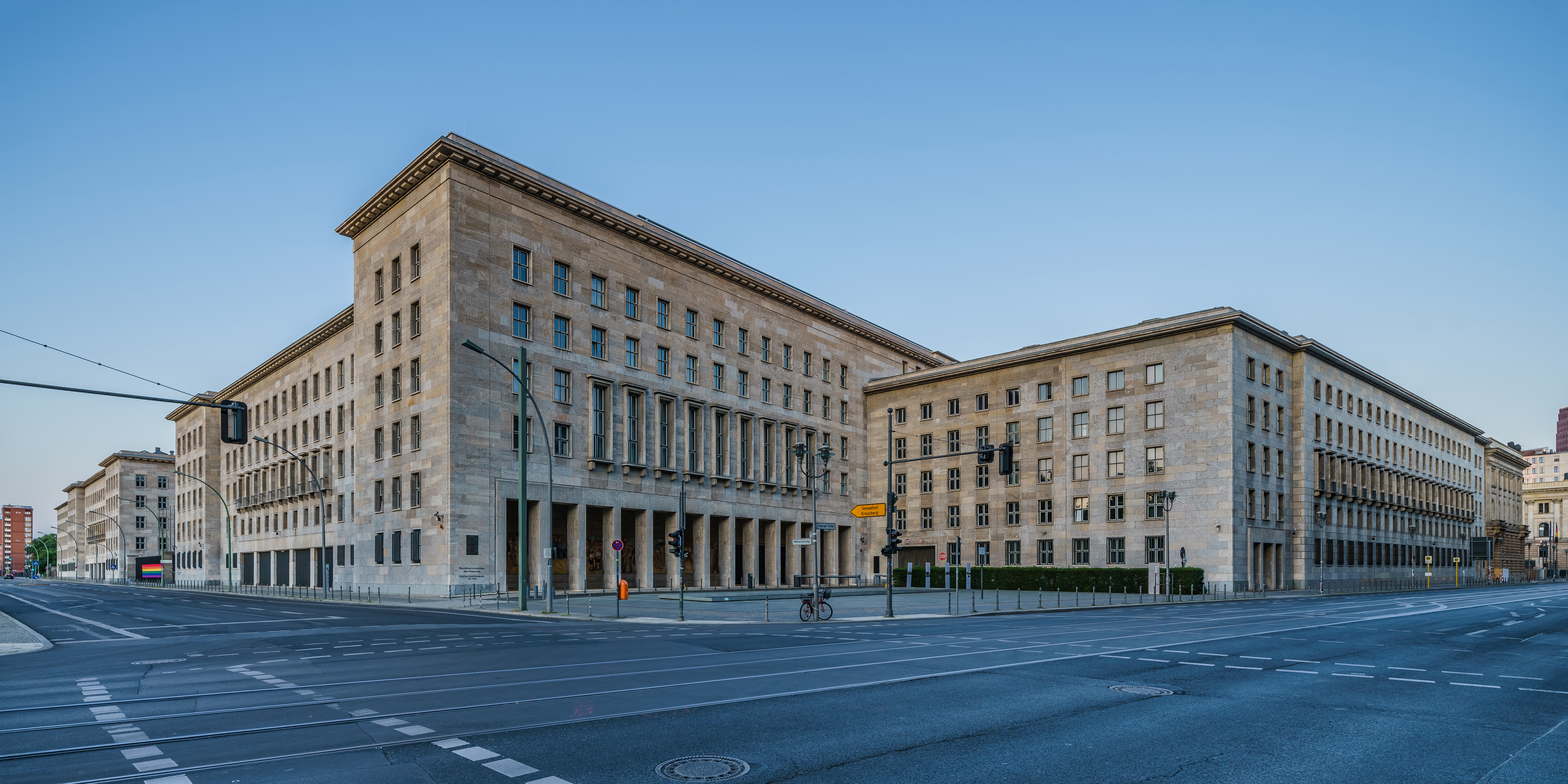
Колишня будівля імперського міністерства авіації, нині Міністерство фінансів (будинок Детлефа Роведдера)

Будівля імперського міністерства авіації була побудована в рамках планів зведення столиці світу Германія за проєктом архітектора Ернста Загебіля. На початок ХХІ сторіччя в будівлі розміщується федеральне Міністерство фінансів Німеччини.
Проєктом передбачалося створити в місці перетину головних транспортних магістралей — Осі Схід-Захід і Північ-Південь у Великому Тірґартені систему безсвітлофорного руху і обладнати його системою тунелів. У процесі підготовчих робіт були зведені дві ділянки тунелю, що збереглися до теперішнього часу.
Вулиця Площа 4 липня (нім. Platz des 4. Juli) в окрузі Штегліц-Целендорф — єдина ділянка четвертого зовнішнього кільця (автобану), яке, за планом, повинно було оперізувати оновлене місто Германія. У повоєнний час вулиця служила для проведення парадів розквартированої неподалік американської військової частини, в тому числі і в День незалежності США 4 липня, що і дало сучасну назву вулиці.

## Ресурси Інтернету
- Erlass über den Generalbauinspektor für die Reichshauptstadt
- Skizzen und Kurzbeschreibung der Verkehrsplanung
- Ausstellung «Mythos Germania» des Berliner-Unterwelten e. V.